# TG2000
Il TG2000 è il notiziario di TV2000. L'attuale direttore della testata è Vincenzo Morgante. È edito dalla società Rete Blu S.p.A., controllata dalla Conferenza Episcopale Italiana.

## Il programma
Il TG2000 è particolarmente attento ai temi riguardanti l'attività pastorale della Chiesa cattolica e del Papa.
Il telegiornale va in onda dal lunedì al sabato con tre edizioni principali (12:00, 18:30 e 20:30) e due flash (8:30 e 14:45). Dal 24 gennaio 2021 va in onda anche la domenica con due edizioni alle 18:30 e 20:30, rinnovando per l'occasione studio, sigla, logo e grafiche.
Dal 19 settembre 2022, con l'inizio della nuova stagione televisiva, TG2000 cambia il logo e le grafiche, mentre lo studio rimane invariato.

## Edizioni
- TG2000 Flash: in onda dal lunedì al sabato alle 8:25 e alle 14:55 con una durata di 5 minuti.
- TG2000 ore 12:00: in onda dal lunedì al sabato alle 12:00 con una durata di 20 minuti.
- TG2000 ore 18:30: in onda tutti i giorni alle 18:30 con una durata di 30 minuti.
- TG2000 ore 20:45: in onda tutti i giorni alle 20:45 con una durata di 30 minuti.

## Rubriche

### Attuali
- Meteo2000, rubrica meteorologica dopo ogni edizione del TG2000
- Effetto notte, ogni venerdì in seconda serata
- Retroscena, ogni venerdì in seconda serata dopo Effetto Notte
- Guerra e Pace, il venerdì alle 20:50
- Terza pagina

### Cessate
- Il post magazine, il giovedì dalle 23:55 alle 00:30 (approfondimento del TG2000 sull'attualità e sul mondo);
- Attenti al lupo, dal martedì al venerdì dalle 19:00 alle 19:30 (rubrica condotta da Giuseppe Caporaso e dedicata ai diritti dei cittadini e dei consumatori);
- Sport 2000, il lunedì e il sabato dalle 19:00 alle 19:30 (rubrica sportiva condotta da Giampiero Spirito);
- La compagnia del libro, la domenica alle 19:30 e il giovedì in seconda serata (a cura della redazione giornalistica culturale di TV2000, programma dedicato alla lettura);
- Terra santa News, il sabato dalle 12:15 alle 12:30 (rotocalco di informazione dalla Terra Santa);
- Da Pietrelcina, l'altro Padre Pio, dal lunedì al venerdì;
- TGTG, dal martedì al giovedì alle 20:50

## Conduttori

### Attuali
- Fabio Bolzetta
- Francesco Durante
- Clara Iatosti
- Federico Plotti
- Beatrice Bossi
- Barbara Masulli
- Nicola Ferrante
- Leonardo Possati
- Letizia Davoli
- Cesare Davide Cavoni
- Michele Sciancalepore
- Donatello Vaccarelli

### Passati
- Stefania Squarcia (fino al 2018)

## Direttori
| Nome              | Periodo   |
| ----------------- | --------- |
| Dino Boffo        | 1998-2009 |
| Stefano De Martis | 2009-2014 |
| Lucio Brunelli    | 2014-2019 |
| Vincenzo Morgante | dal 2019  |